# Deantoni Parks
Deantoni Parks (Newnan, 2 novembre 1977) è un batterista di free-jazz/avanguardia/musica sperimentale statunitense.
Cresciuto ad Atlanta con funk, southern soul e gospel come generi di riferimento, Parks ha cominciato a suonare la batteria ad appena cinque anni e, durante l'adolescenza, entra a far parte della band jazz liceale locale. Dopo aver esplorato varie forme di jazz nelle sue prime esperienze musicali, ha scoperto poi anche la musica elettronica e i beats sintetici. Attualmente vive a New York nel quartiere di Brooklyn, dove ha fondato una società di comunicazione audio/visiva.
Da ottobre fino alla fine del 2006 e poi ancora dal 2010 al 2013, anno dello scioglimento del gruppo, ha suonato con i The Mars Volta, band di El Paso, Texas di rock sperimentale. Ha suonato poi nei progetti Astroid power-up! e KUDU. Ha collaborato, inoltre, nel corso degli anni con vari artisti tra i quali Moby, John Cale e Omar Rodríguez-López.